# Coda Media
Coda Media — базирующаяся в Нью-Йорке новостная онлайн-платформа для освещения кризисных ситуаций, которую возглавляют Наталья Антелава, бывший корреспондент Би-би-си, и Илан Гринберг, автор журналов и газет, который работал штатным корреспондентом The Wall Street Journal. Питер Померанцев, британский журналист и телепродюсер, является редактором-консультантом.

## Концепция
Coda направляет команду журналистов, чтобы сообщать о продолжающемся кризисе. В отличие от традиционных СМИ, журналисты Coda до года сосредотачиваются на конкретной истории, чтобы поместить «отдельные истории в контекст более крупных событий». На данный момент Coda охватила три кризиса: миграционный кризис в Европе, права ЛГБТ в России и кампании по дезинформации в Евразии. В стартапе работает команда репортёров, редакторов и дизайнеров из США, Грузии и России. Coda пытается собрать репортёров из разных новостных агентств для совместной работы над историями. Отчёт Coda доступен на веб-сайте Coda Story.
Coda ориентирована на «оригинальное повествование» и делит различные направления репортажей на «потоки», такие как поток дезинформации. Стартап планирует в конечном итоге иметь разные «Coda» для разных кризисов.

## Финансирование
Coda Media — некоммерческая организация, большая часть доходов которой зависит от крупных грантов фонда. Coda Media установила партн`рские отношения с несколькими редакциями по всей Евразии через сеть Coda Network, которая получила грант в размере 180 130 долларов США от Национального фонда поддержки демократии, поддерживаемого правительством США.
Coda является организацией 501(c)(3) с офисами в Нью-Йорке и Тбилиси. Coda поддерживается грантами фондов и частными пожертвованиями, а также экспериментирует с краудфандингом.

## Награды
В 2018 году Coda Story и Reveal получили премию Колумбийского университета им. Альфреда Дюпона за совместную радио-документалку «Новые козлы отпущения России», в котором исследуются человеческие издержки, а также политические причины, лежащие в основе война Кремля с геями.
В 2014 году Coda выиграла конкурс Best Startups for News от Global Editors Network. Coda стала финалистом конкурса «Превосходство и инновации в визуальном цифровом повествовании» 2016 года для небольшой редакции за свой проект «Разрешение на истребление: террор в Центральной Азии».

## Партнёры
- The Guardian
- EurasiaNet
- Magnum Photos
- Reveal (проект Center for Investigative Reporting)
- World Policy Institute
- Spektr.press
- Украинская правда
- Hetq Online
- блог The Interpreter[16]